# 프레디 로드리게스
프레디 로드리게스(Freddy Rodriguez, 1975년 1월 17일 ~ )는 미국의 배우이다.

## 출연 작품
- 불 (2016)
- 나이트 쉬프트 시즌2 (2015)
- 나이트 쉬프트 시즌1 (2014)
- 포트 블리스 (2014)
- CBGB (2013)
- 솔저 오브 포춘 (2012)
- 코드네임 제로니모 (2012)
- 카오스 (2011)
- 넛딩 라이크 더 홀리데이 (2008)
- 와인 미라클 (2008)
- 업 클로즈 위드 캐리 키건 (2007)
- 플래닛 테러 (2007)
- 그라인드하우스 (2007)
- 바비 (2006)
- 레이디 인 더 워터 (2006)
- 어글리 베티 (2006)
- 포세이돈 (2006)
- 하복 (2005)
- 하쉬 타임 (2005)
- 드리머 (2005)
- 달라스 362 (2003)
- 체이싱 파피 (2003)
- 식스 핏 언더 (2001)
- 굿 어드바이스 (2001)
- 리빙 하바나 (2000)
- 페이백 (1999)
- 조셉스 기프트 (1998)
- 더 이상 참을 수 없어 (1998)
- 에이스 가이 (1997)
- 데드 프레지던트 (1995)
- 구름 속의 산책 (1995)
- 반항의 장벽 (1994)